# Дървесници
Дървесниците (Hylidae), също дървесни жаби, са семейство дребни жаби, които често имат ярки цветове. Те се хранят с насекоми, които ловят от клоните на дървета и храсти.
В България се среща видът дървесница (Hyla arborea).

## Класификация
Подсемейство Pelodryadinae
- Род Cyclorana
- Род Litoria – Австралийски дървесници
- Род Nyctimystes

Подсемейство Phyllomedusinae
- Род Agalychnis – Червенооки дървесници
- Род Hylomantis
- Род Pachymedusa
- Род Phasmahyla
- Род Phrynomedusa
- Род Phyllomedusa

Подсемейство Hemiphractinae
- Род Cryptobatrachus
- Род Flectonotus
- Род Gastrotheca
- Род Hemiphractus
- Род Stefania

Подсемейство Hylinae
- Род Acris
- Род Anotheca
- Род Aparasphenodon
- Род Aplastodiscus
- Род Argenteohyla
- Род Corythomantis
- Род Duellmanohyla
- Род Hyla – Същински дървесници
- Род Lysapsus
- Род Nyctimantis
- Род Osteocephalus
- Род Osteopilus
- Род Phrynohyas
- Род Phyllodytes
- Род Plectrohyla
- Род Pseudacris
- Род Pseudis
- Род Pternohyla
- Род Ptychohyla
- Род Scarthyla
- Род Scinax
- Род Smilisca
- Род Sphaenorhynchus
- Род Tepuihyla
- Род Trachycephalus
- Род Triprion
- Род Xenohyla